# Middop
Middop is een civil parish in het bestuurlijke gebied Ribble Valley, in het Engelse graafschap Lancashire. In 2001 telde het dorp 43 inwoners.